# Statistiche dell'All-Ireland Senior Football Championship
In questa pagina sono riportati i record e le statistiche principali, dell'All-Ireland Senior Football Championship, il principale torneo irlandese di calcio gaelico. 

## Squadra più titolata
La squadra più titolata è senza dubbio il Kerry, che vanta le seguenti statistiche.
| Squadra | Competizioni tra contee  | Competizioni tra contee | Competizioni tra contee  | Competizioni tra contee |
| Squadra | All-Ireland Championship | Provincial Championship | National Football League | Totale                  |
| ------- | ------------------------ | ----------------------- | ------------------------ | ----------------------- |
| Kerry   | 37                       | 81                      | 20                       | 138                     |

La squadra detiene inoltre il primato di vittorie in tutte queste competizioni.

## Squadre meno titolate
Le seguenti contee non hanno mai preso parte alla finale del torneo:Carlow, Fermanagh, Kilkenny, Leitrim, Sligo, Westmeath e Wicklow.
Kilkenny non prende più parte alla competizione da quando ha abbandonato il Leinster Senior Football Championship, che ha peraltro conquistato in tre occasioni. Risulta quindi l'unica rappresentativa di una contea a non prendere parte al torneo, fermo restando che è indiscutibilmente la squadra più forte nell'altro sport gaelico, l'hurling.

## Contro il Kerry
- Kilkenny è l'unico contea a non avere affrontato il Kerry nel corso del torneo.
- Solo cinque squadre hanno sconfitto Kerry nel loro primo incontro al torneo:

Donegal (2012), Down (1960), Derry (1958), Dublin (1892) and Cork (1889)..
- - Tra queste cinque Donegal, Down e Dublino vinsero nello stesso anno l'All-Ireland:
    - Dublino batté Kerry nella finale dell'All-Ireland Senior Football Championship 1892
    - Down batté Kerry nella finale dell'All-Ireland Senior Football Championship 1960
    - Donegal nel 2012 sconfisse Kerry nei quarti per poi battere Cork e Mayo, vincendo il torneo.

## Per decennio
Questo è l'elenco delle squadre che, nei singoli decenni, hanno ottenuto il maggior numero di titoli:
- 1890-99: 6 per Dublin (1891-92-94-97-98-99)
- 1900-09: 5 per Dublin (1901-02-06-07-08)
- 1910-19: 4 per Wexford (1915-16-17-18)
- 1920-29: 3 each for Dublin (1921-22-23) and Kerry (1924-26-29)
- 1930-39: 5 per Kerry (1930-31-32-37-39)
- 1940-49: 3 per Kerry (1940-41-46)
- 1950-59: 3 per Kerry (1953-55-59)
- 1960-69: 3 per Down (1960-61-68) e Galway (1964-65-66)
- 1970-79: 4 per Kerry (1970-75-78-79)
- 1980-89: 5 per Kerry (1980-81-84-85-86)
- 1990-99: 2 per Down (1991-94) e Meath (1996-99)
- 2000-09: 5 per Kerry (2000-04-06-07-09)
- 2010-19: 6 per Dublin (2011-13-15-16-17-18)
- 2020-oggi: 2 per Dublin (2020-23)

## Statistiche per contea
| Squadra   | Vittorie | Secondi posti | Anni vittorie | Anni secondi posti |
| --------- | -------- | ------------- | --- | --- |
| Kerry     | 38       | 24            | 1903, 1904, 1909, 1913, 1914, 1924, 1926, 1929, 1930, 1931 1932, 1937, 1939, 1940, 1941, 1946, 1953, 1955, 1959, 1962 1969, 1970, 1975, 1978, 1979, 1980, 1981, 1984, 1985, 1986 1997, 2000, 2004, 2006, 2007, 2009, 2014, 2022 | 1902, 1905, 1910, 1915, 1923, 1927, 1938, 1944, 1947, 1954 1960, 1964, 1965, 1968, 1972, 1976, 1982, 2002, 2005, 2008 2011, 2015, 2019, 2023 |
| Dublino   | 31       | 13            | 1891, 1892, 1984, 1897, 1898, 1899, 1901, 1902, 1906, 1907 1908, 1921, 1922, 1923, 1942, 1958, 1963, 1974, 1976, 1977 1983, 1995, 2011, 2013, 2015, 2016, 2017, 2018, 2019, 2020, 2023                                          | 1896, 1904, 1920, 1924, 1934, 1955, 1975, 1978, 1979, 1984 1985, 1992, 1994                                                                  |
| Galway    | 9        | 13            | 1925, 1934, 1938, 1956, 1964, 1965, 1966, 1998, 2001 | 1922, 1933, 1940, 1941, 1942, 1955, 1959, 1963, 1971, 1973 1974, 1983, 2000, 2022                                                            |
| Cork      | 7        | 17            | 1890, 1911, 1945, 1973, 1989, 1990, 2010 | 1889, 1891, 1893, 1894, 1897, 1899, 1906, 1907, 1956, 1957 1967, 1987, 1988, 1993, 1999, 2007, 2009                                          |
| Meath     | 7        | 9             | 1949, 1954, 1967, 1987, 1988, 1996, 1999 | 1895, 1939, 1951, 1952, 1966, 1970, 1990, 1991, 2001                                                                                         |
| Cavan     | 5        | 6             | 1933, 1935, 1947, 1948, 1952 | 1925, 1928, 1937, 1943, 1945, 1949 |
| Wexford   | 5        | 3             | 1893, 1915, 1916, 1917, 1918 | 1890, 1913, 1914 |
| Down      | 5        | 1             | 1960, 1961, 1968, 1991, 1994 | 2010 |
| Kildare   | 4        | 5             | 1905, 1919, 1927, 1928 | 1926, 1929, 1931, 1935, 1998 |
| Tipperary | 4        | 1             | 1889, 1895, 1900, 1920 | 1918 |
| Mayo      | 3        | 15            | 1936, 1950, 1951 | 1916, 1921, 1932, 1948, 1989, 1996, 1997, 2004, 2006, 2012 2013, 2016, 2017, 2020, 2021                                                      |
| Offaly    | 3        | 3             | 1971, 1972, 1982 | 1961, 1969, 1981 |
| Louth     | 3        | 3             | 1910, 1912, 1957 | 1887, 1909, 1950 |
| Tyrone    | 4        | 2             | 2003, 2005, 2008, 2021 | 1986, 1995 |
| Roscommon | 2        | 3             | 1943, 1944 | 1946, 1962, 1980 |
| Donegal   | 2        | 0             | 1992, 2012 | |
| Limerick  | 2        | 0             | 1887, 1896 | |
| Armagh    | 1        | 3             | 2002 | 1953, 1977, 2003 |
| Derry     | 1        | 1             | 1993 | 1958 |
| Londra    | 0        | 5             | | 1900, 1901, 1902, 1903, 1908 |
| Laois     | 0        | 2             | | 1889, 1936 |
| Antrim    | 0        | 2             | | 1911, 1912 |
| Waterford | 0        | 1             | | 1898 |
| Clare     | 0        | 1             | | 1917 |
| Monaghan  | 0        | 1             | | 1930 |

## Per provincia
- Cavan e Down sono le squadre dell'Ulster che hanno vinto il maggior numero di All-Ireland Senior Football Championships (5).
- Dublino è la squadra del Leinster che ha vinto il maggior numero di All-Ireland Senior Football Championships (22).
- Galway è la squadra del Connacht che ha vinto il maggior numero di All-Ireland Senior Football Championships (9).
- Kerry è la squadra del Munster che ha vinto il maggior numero di All-Ireland Senior Football Championships (36).

| # | Provincia | Totale* | Vincitori | Sconfitti | % di successo | Vittorie per contea                                                     | Sconfitte per contea                                                               |
| - | --------- | ------- | --------- | --------- | ------------- | ----------------------------------------------------------------------- | ---------------------------------------------------------------------------------- |
| 1 | Munster   | 86      | 49        | 37        | 58%           | Kerry (36), Cork (7), Tipperary (4), Limerick (2)                       | Kerry (18), Cork (16), Clare (1), Tipperary (1), Waterford (1)                     |
| 2 | Leinster  | 82      | 44        | 38        | 58%           | Dublin (22), Meath (7), Wexford (5), Kildare (4), Offaly (3), Louth (3) | Dublin (13), Meath (9), Kildare (5), Wexford (3), Offaly (3), Louth (3), Laois (2) |
| 3 | Ulster    | 33      | 17        | 16        | 52%           | Cavan (5), Down (5), Tyrone (3), Donegal (2), Armagh (1), Derry (1)     | Cavan (6), Armagh (3), Tyrone (2), Antrim (2), Derry (1), Monaghan (1) Down (1)    |
| 4 | Connacht  | 32      | 14        | 18        | 44%           | Galway (9), Mayo (3), Roscommon (2)                                     | Galway (13), Mayo (10), Roscommon (3)                                              |

- Totale = partecipazioni all'All-Ireland final.

Province con maggior numero di squadre vincitrici
- Le che vantano il maggior numero di contee con una vittoria all'attivo sono il  Leinster e l'Ulster, con sei ciascuna: Dublin, Meath, Wexford, Kildare, Offaly e Louth per il Leinster e Cavan, Down, Tyrone, Donegal, Armagh e Derry per l'Ulster.

Finali con due squadre della stessa provincia
- Solo in tre occasioni la finale ha visto di fronte due franchige della stessa provincia:
  - Ulster: Tyrone vs Armagh (2003)
  - Munster: Kerry vs Cork (2007)
  - Munster: Kerry vs Cork (2009)

## Record per la finale

### Percentuali di successo
100%
- Solo due contee hanno sempre vinto la finale, quando vi hanno preso parte.
  - Limerick
  - Donegal

Tuttavia ambedue le squadre hanno disputato la finale solo due volte nella loro storia.
- Cinque squadre hanno vantato il 100% di successo in finale per più di un anno:
  - Tipperary (1889-1918)
  - Dublin (1891-1896)
  - Kildare (1905-1926)
  - Roscommon (1943-1946)
  - Down (1960-2010)

0%
- Tre squadre hanno partecipato ad una sola finale, perdendola:
  - Waterford (1898)
  - Clare (1917)
  - Monaghan (1930)
- Tre squadre hanno partecipato ad più di una finale, uscendo sempre sconfitte:
  - Laois (1889, 1936)
  - Antrim (1911, 1912)
  - London (1900, 1901, 1902, 1903)

### Contee plurisconfitte in finale
- Le contee, tradizionalmente perdenti in finale, sono Cork e Mayo.
  - Cork ha partecipato a 24 finali, perdendone 17.
  - Mayo ha partecipato a 13 finali, perdendone 10.
- Mayo "vanta" il primato nelle sconfitte consecutive in finale, ben 6 all'attivo dal 1989.[3]

### Maggiore scarto in finale
- Le sei finali con maggiore scarto di punti sono state le seguenti:
  - 19 points – 1911: Cork 6-06 – 1-02 Antrim
  - 18 points – 1936: Mayo 4-11 – 0-05 Laois
  - 17 points – 1978: Kerry 5-11 – 0-09 Dublin
  - 15 points – 1920: Kerry 3-11 – 0-02 Monaghan
  - 15 points – 1889: Tipperary 3-06 – 0-00 Laois
  - 13 points – 2006: Kerry 4-15 – 3-05 Mayo

### Periodo maggiore tra due finali
- - 63 years: Kildare (1935-1998)
  - 47 years: Laois (1889-1936)
  - 44 years: Meath (1895-1939)
  - 38 years: Louth (1912-1950)
  - 38 years: Mayo (1951-1989)
  - 35 years: Derry (1958-1993)
  - 34 years: Cork (1911-1945)
  - 33 years: Roscommon (1980-2013)
  - 25 years: Armagh (1977-2002)
  - 24 years: Armagh (1953-1977)
  - 23 years: Down (1968-1991)